# Rhaconotus rufescens
Rhaconotus rufescens är en stekelart som först beskrevs av Szepligeti 1914.  Rhaconotus rufescens ingår i släktet Rhaconotus och familjen bracksteklar. Inga underarter finns listade i Catalogue of Life.